# Asterix & Obelix XXL 3: The Crystal Menhir
Asterix & Obelix XXL 3: The Crystal Menhir è un videogioco in stile avventura dinamica. È il primo della serie a disporre di una modalità multigiocatore, ed è uscito il 21 novembre 2019 per PlayStation 4, Nintendo Switch, Xbox One e Microsoft Windows.
Il gioco è stato ospitato al Gamescom del 2019 di Colonia, tra il 20 e il 24 agosto, insieme a Blacksad: Under The Skin e XIII.

## Trama
Nel villaggio degli irriducibili Galli, il druido Panoramix riceve una strana lettera scritta da Hella Finidrir, la grande sacerdotessa di Thule, che lo avvisa di una grande minaccia che incombe sul suo popolo, servirà l'utilizzo di un potente e misterioso menhir, in possesso degli irriducibili Galli, per sventarla. Toccherà quindi ad Asterix e Obelix portare il menhir di cristallo a destinazione, in un'odissea senza precedenti.

## Modalità di gioco
Come avventura dinamica, il gioco permette al giocatore di esplorare le terre dell'impero romano, esattamente come nel primo Asterix & Obelix XXL. Ogni livello presente nel gioco disporrà anche di vari oggetti bonus e missioni secondarie. Le abilità speciali sono tutte utilizzabili solo se si possiede abbastanza energia, che si ottiene colpendo i romani o raccogliendo oggetti come cinghiali arrosto o fulmini. Asterix è in grado di saltare di roccia in roccia usando il suo movimento a scatto, che sostituisce il salto, completamente assente, ed è in grado di intrufolarsi in vari passaggi stretti o bassi oltre ad essere l'unico in grado di bere la pozione magica, di cui ne può bere fino a tre alla volta, mentre Obelix può usufruire dell'aiuto di Idefix per disarmare o comunque danneggiare i nemici. A differenza dei precedenti videogiochi, se uno dei due personaggi esaurisce i suoi punti vita, recupera tre cuori in dieci secondi, sempre che l'altro personaggio rimanga ancora in grado di combattere.

## Doppiaggio
| Personaggio     | Voce francese     | Voce italiana       |
| --------------- | ----------------- | ------------------- |
| Narratore       | Benoit Allemane   | Antonio Paiola      |
| Asterix         | Jean-Claude Donda | Massimo De Ambrosis |
| Obelix          | Guillaume Briat   | Renato Cecchetto    |
| Panoramix       | Bernard Alane     | Oliviero Corbetta   |
| Assurancetourix | Emmanuel Curtil   | Roberto Accornero   |
| Abraracourcix   | Serge Papagalli   | Gianni Gaude        |
| Grandimais      | Patricia Dozier   | Aldo Stella         |
| Marcus Sacapus  | Jérémy Prévost    | Claudio Beccari     |
| Stella Cometis  |                   | Silvana Fantini     |
| Calamitis       |                   | Valentina Pollani   |
| Dubelfas        |                   | Oliviero Corbetta   |
| Frida Kalarir   |                   | Silvana Fantini     |
| Giulio Cesare   | Emmanuel Curtil   | Marco Pagani        |

## Edizioni speciali
Il gioco è stato pubblicato in tre differenti edizioni, quella normale, la Limited Edition e la Collector Edition.
- La Limited Edition del gioco include il gioco completo e due statuine in resina di Asterix e Obelix.
- La Collector Edition include anche una statua di 15 cm in resina con Obelix e Idefix.

## Accoglienza
| Testata                          | Versione | Giudizio |
| -------------------------------- | -------- | -------- |
| Metacritic (media al 30-01-2020) | PS4      | 60%      |
| 4Players.de                      | PS4      | 70%      |
| Jeuxvideo.com                    | Tutte    | 11/20    |
| Multiplayer.it                   | PS4      | 6.9/10   |
| Gamekult                         | PS4      | 2/10     |
| SpazioGames.it                   | Tutte    | 6.2/10   |

Il gioco ha ricevuto un'accoglienza mista o superiore alla media. Metacritic ne ha votato la versione PS4 con un 60% in base alle 11 recensioni aggregate presenti. Il sito web italiano Multiplayer.it lo ha votato con un 6.9, mentre il sito web SpazioGames lo ha votato 6.2. Il gioco è infatti stato apprezzato per essere divertente e piacevole, sia da soli che in compagnia, oltre che fedele all'opera originale, ma anche criticato per essere ripetitivo ed estremamente lineare.